# Wet op de kerkgenootschappen
De Wet op de kerkgenootschappen was een Nederlandse wet die in 1853 werd ontworpen door het conservatief-gereformeerde kabinet-Van Hall-Donker Curtius. Dit conservatieve kabinet was aangetreden nadat het kabinet-Thorbecke I was opgestapt, nadat koning Willem III had geweigerd afstand te nemen van de Aprilbeweging, die zich had gekeerd tegen het herstel van de bisschoppelijke hiërarchie. 
De wet op de kerkgenootschappen had tot doel de godsdienstige gemoederen in Nederland te bedaren. De wet regelde de vrijheid van godsdienst en de scheiding tussen kerk en staat. Ook werd de verhouding tussen de verschillende kerkgenootschappen nader geregeld. Zo werd vastgesteld dat de titulatuur die een kerkgenootschap hanteert, geen enkel recht geeft ten opzichte van de overheid, of van andere kerkgenootschappen. Ook werd bepaald dat het dragen van klerikale kleding buiten op straat niet was toegestaan. Ten slotte bepaalde de wet het zogenaamde vestigingsverlof: kerkgenootschappen moesten toestemming krijgen van de overheid om hun hoofd ergens te vestigen. In de praktijk hadden al deze maatregelen vooral betrekking op de Rooms-Katholieke Kerk. Zo was het de bisschoppen van Utrecht en Haarlem jarenlang niet toegestaan zich metterwoon in hun zetelsteden te vestigen.
Feitelijk had de wet weinig op de kous. Het was meer een wet die de overheid de mogelijkheid bood in te grijpen als door de ontplooide kerkelijke activiteiten de openbare orde werd verstoord. De rooms-katholieken werden er wel door gerustgesteld, omdat volgens de letter van de wet alle kerkgenootschappen gelijk behandeld zouden worden.
De wet op de Kerkgenootschappen werd in 1988 met de invoering van de Wet openbare manifestaties ingetrokken.